# 2016
2016 (MMXVI) е високосна година, започваща в петък според григорианския календар. Тя е 2016-ата година от новата ера, шестнадесетата от третото хилядолетие и седмата от 2010-те.
Съответства на:
- 1465 година по Арменския календар
- 7524 година по Прабългарския календар
- 6767 година по Асирийския календар
- 2967 година по Берберския календар
- 1378 година по Бирманския календар
- 2560 година по Будисткия календар
- 5776 – 5777 година по Еврейския календар
- 2008 – 2009 година по Етиопския календар
- 1394 – 1395 година по Иранския календар
- 1437 – 1438 година по Ислямския календар
- 4712 – 4713 година по Китайския календар
- 1732 – 1733 година по Коптския календар
- 4349 година по Корейския календар
- 2769 години от основаването на Рим
- 2559 година по Тайландския слънчев календар
- 105 година по Чучхе календара

През 2016 г. в България са разместени следните почивни дни:
- 4 март (петък) е почивен ден, а 12 март (събота) – работен ден.
- 23 май (понеделник) е почивен ден, а 14 май (събота) – работен ден.
- 5 септември (понеделник) е почивен ден, а 10 септември (събота) – работен ден.
- 23 септември (петък) е почивен ден, а 17 септември (събота) – работен ден.

## Събития
- 1 януари
  - Българска народна банка изважда от обращение банкнотата с номинал 1 лев, емисия 1999 г. Те могат да се обменят на касите на БНБ.[2]
  - Нидерландия поема председателството на Европейския съюз
- 9 февруари – Атентат в Диква.
- 19 март – Полет 981 на „Флайдубай“ се разбива при опит за кацане на международното летище в Ростов на Дон и убива всички 62 души на борда.
- 22 март – Терористични атаки в Брюксел
- 9 май – открита е деветата регионална радиостанция на БНР Радио „Кърджали – Гласът на Родопите“
- 19 май – Полет 804 на „ЕджиптЕър“ се разбива в Средиземно море на път от Париж за Кайро и убива всички 66 души на борда.
- 10 юни – 10 юли – проведжда се Европейско първенство по футбол във Франция
- 15 юли – неуспешен военен преврат в Турция
- 5 август – 21 август – провеждат се Летни олимпийски игри в Рио де Жанейро, Бразилия
- 7 септември – 18 септември – провеждат се Летните параолимпийски игри в Рио де Жанейро, Бразилия
- 6 ноември
  - Провеждат се Президентски избори в България (първи тур)
  - Провежда се Референдум за промяна на политическата система в България
- 13 ноември – провеждат се Президентски избори в България (втори тур)
- 10 декември – влаков инцидент в село Хитрино

## Родени
- 5 февруари – Джигме Намгиал Вангчук, наследник на трона на Бутан
- 2 март – принц Оскар, херцог на Сконе (лен)
- 19 април – принц Александър, херцог на Содерманланд

## Починали

### Януари
- 2 януари – Нимр ан-Нимр, саудитски духовник и общественик (* 1959)
- 3 януари
  - Петер Наур, датски информатик (* 1928)
  - Леонард Бърковиц, американски психолог (* 1926)
- 4 януари – Мишел Галабрю, френски киноартист (* 1922)
- 5 януари – Светла Бешовишка, български диригент (* 1948)
- 6 януари – Силвана Пампанини, италианска актриса (* 1925)
- 8 януари – Мария Тереза Де Филипис, италиански пилот от Формула 1 (* 1926)
- 10 януари – Дейвид Боуи, британски музикант (* 1947)
- 14 януари – Алън Рикман, британски актьор (* 1946)
- 18 януари – Глен Фрей, американски певец, композитор, актьор (* 1948)
- 19 януари
  - Мишел Турние, френски писател (* 1924)
  - Еторе Скола, италиански режисьор и сценарист (* 1931)
- 20 януари – Найчо Петров, български актьор (* 1920)
- 23 януари – Дмитрий Ширков, руски физик (* 1928)
- 26 януари
  - Амвросий Якалис, гръцки духовник (* 1940)
  - Ейб Вигода, американски актьор (* 1921)
  - Блек, английски музикант (* 1962)
- 28 януари – Пол Кантнер, американски певец и китарист (* 1941)
- 29 януари – Жак Ривет, френски режисьор (* 1928)

### Февруари
- 3 февруари – Джо Аласки, американски актьор (* 1952)
- 4 февруари – Едгар Мичъл – американски астронавт (* 1930)
- 7 февруари – Петър Манолов, български поет (* 1939)
- 13 февруари – Трифон Иванов, български футболист (* 1965)
- 15 февруари – Донка Петрунова, българска писателка (* 1931)
- 16 февруари – Бутрос Бутрос-Гали, египетски политик и дипломат, генерален секретар на ООН (* 1922)
- 18 февруари – Пантелис Пантелидис, гръцки певец (* 1983)
- 19 февруари
  - Илия Добрев, български актьор (* 1942)
  - Умберто Еко, италиански писател (* 1932)
  - Харпър Ли, американска писателка (* 1926)
- 21 февруари – Нели Константинова, български литератор и преводач (* 1948)
- 23 февруари
  - Доналд Уилямс, американски астронавт (* 1942)
  - Рамон Кастро, кубински революционер и активист (* 1924 г.)
- 24 февруари – Йордан Соколов, български политик (* 1933)
- 26 февруари – Карл Дедециус, немски писател и преводач (* 1921 г.)
- 28 февруари – Джордж Кенеди, американски актьор (* 1925)
- 29 февруари – Луис Ренисън, английска актриса (* 1951)

### Март
- 2 март
  - Петко Бочаров, български преводач и журналист (* 1919 г.)
  - Януш Болонек, полски католически духовник, ватикански дипломат (* 1938 г.)
- 3 март – Томе Серафимовски, скулптор от Република Македония (* 1935 г.)
- 4 март – Пат Конрой, американски писател (* 1945 г.)
- 6 март – Нанси Рейгън, Първа дама на САЩ (1981 – 1989) (* 1921 г.)
- 8 март
  - Борис Вулжев, български поет (* 1936 г.)
  - Джордж Мартин, английски музикален продуцент (* 1926 г.)
  - Любен Петков, български писател (* 1939 г.)
- 11 март – Кийт Емерсън, британски музикант (* 1944 г.)
- 13 март – Хилари Пътнам, американски философ, (* 1926 г.)
- 14 март – Джефри Хартман, американски литературовед, (* 1929 г.)
- 15 март – Любка Рондова, българска народна певица (* 1936 г.)
- 17 март
  - Меир Даган, израелски военен, ръководител на Мосад (* 1945 г.)
  - Соломон Маркус, румънски математик (* 1925 г.)
- 18 март
  - Гидо Вестервеле, германски политик (* 1961 г.)
  - Лиляна Тонева, културен и просветен деец (* 1938 г.)
- 19 март – Павел Чернев, български адвокат и политик (* 1969 г.)
- 22 март – Роб Форд, канадски политик (* 1969 г.)
- 24 март – Йохан Кройф, холандски футболист и треньор (* 1947 г.)
- 29 март
  - Нил Гилевич, беларуски писател (* 1931 г.)
  - Александър Бръзицов, български композитор (* 1943 г.)
- 31 март
  - Имре Кертес, унгарски писател (* 1929 г.)
  - Ханс-Дитрих Геншер, германски политик (* 1927 г.)

### Април
- 2 април
  - Антон Попов, български журналист и общественик (* 1928 г.)
  - Гато Барбиери, аржентински саксофонист (* 1932 г.)
  - Глигор Чемерски, скулптор от Република Македония (* 1940 г.)
- 3 април – Чезаре Малдини, италиански футболист (* 1932 г.)
- 4 април – Георги Христакиев, български футболист (* 1944 г.)
- 6 април – Мърл Хагард, американски кънтри певец (* 1937 г.)
- 7 април – Тибериус Куния, американски езиковед и писател (* 1926 г.)
- 13 април – Гарет Томас, уелски актьор (* 1945 г.)
- 16 април
  - Йозеф Киршнер, австрийски писател (* 1931 г.)
  - Симеон Западно и Средноевропейски, български митрополит (* 1926 г.)
- 17 април – Дорис Робъртс, американска актриса (* 1925 г.)
- 21 април – Принс, американски поп певец (* 1958 г.)
- 24 април – Стоян Миндов, български актьор (* 1940 г.)
- 26 април – Килан, български попфолк певец
- 27 април – Виктор Гавриков, литовски шахматист (* 1957 г.)
- 28 април – Стефан Бонев, български писател (* 1961 г.)

### Май
- 3 май – Петър Арнаудов, български цигулар (* 1924 г.)
- 13 май – Драголюб Николовски, югославски политик (* 1928 г.)
- 17 май – Никола Филипов, български говорител (* 1930 г.)
- 19 май
  - Алън Янг, английско-канадски актьор (* 1919 г.)
  - Александър Астрюк, френски режисьор (* 1923 г.)
  - Драгомир Ненов, български диригент и композитор (* 1927 г.)
- 21 май – Васил Пармаков, български джаз пианист, композитор и писател (* 1961 г.)
- 26 май – Дража Вълчева, български политик (* 1930 г.)
- 30 май – Ивайло Иванов, български поет (* 1972 г.)

### Юни
- 3 юни
  - Мохамед Али, американски боксьор (* 1942 г.)
  - Валентин Кръстев, български поет и преводач (* 1949 г.)
- 5 юни – Джеръм Брунър, американски психолог (* 1915 г.)
- 6 юни
  - Питър Шафър, английски драматург (* 1926 г.)
  - Виктор Корчной, съветски и швейцарски шахматист (* 1931 г.)
- 7 юни – Вукосава Донева, актриса от Република Македония (* 1935 г.)
- 8 юни – Евтим Евтимов, български поет (* 1933 г.)
- 10 юни – Кристина Грими, американска певица (* 1994 г.)
- 12 юни – Джанет Уолдо, американска актриса (* 1920 г.)
- 17 юни
  - Никола Радев, български писател (* 1940 г.)
  - Уан Съчао, китайски астроном (* 1938 г.)
- 19 юни – Антон Йелчин, американски актьор (* 1989 г.)
- 21 юни
  - Надя Тодорова, българска актриса (* 1925 г.)
  - Андрей Стоянов, български зоолог (* 1958 г.)
  - Добрин Добрев, български зоолог
  - Николай Цанков, български зоолог (* 1977 г.)
  - Юрий Щридтер, немски славист (* 1926 г.)
- 22 юни
  - Яшар Нури Йозтюрк, турски политик и философ (* 1945 г.)
- 23 юни – Майкъл Хер, американски писател (* 1940 г.)
- 24 юни – Романьола Мирославова, българска поетеса (* 1953 г.)
- 27 юни
  - Алвин Тофлър, американски писател и футурист (* 1928 г.)
  - Бъд Спенсър, италиански актьор (* 1929 г.)
  - Николина Георгиева, българска режисьорка (* 1931 г.)
- 29 юни – Васил Слипак, украински оперен певец (* 1974 г.)

### Юли
- 2 юли
  - Ели Визел, писател и общественик (* 1928 г.)
  - Орасио Етчегоен, аржентински психоаналитик (* 1919 г.)
  - Майкъл Чимино, американски режисьор (* 1939 г.)
- 3 юли – Ани Бакалова, българска актриса (* 1940 г.)
- 3 юли – Маркус Вернер, швейцарски писател (* 1944 г.)
- 4 юли – Аббас Киаростами, ирански режисьор (* 1940 г.)
- 7 юли – Вероника Вълканова, българска педагожка и психоложка (* 1961 г.)
- 8 юли – Абдул Сатар Едхи, пакистански общественик (* 1928 г.)
- 12 юли – Паул Вюр, немски писател (* 1927 г.)
- 20 юли – Антъни Смит, британски социолог (* 1939 г.)
- 22 юли – Веселин Вълков, български актьор (* 1940 г.)
- 23 юли
  - Атанас Радойнов, български журналист и писател (* 1934 г.)
  - Григор Стоичков, български политик (* 1926 г.)
  - Жан Рикарду, френски писател (* 1932 г.)
- 28 юли – Марин Тодоров, български политик (* 1931 г.)
- 31 юли
  - Ангелика Шробсдорф, германска писателка (* 1927 г.)
  - Фазил Искандер, руски поет, публицист и писател (* 1929 г.)

### Август
- 1 август – Траян Дянков, български футболист (* 1976 г.)
- 2 август – Ахмед Зеуаил, американски химик (* 1946 г.)
- 5 август – Богдан Богданов, български филолог (* 1940 г.)
- 8 август – Никола Анастасов, български актьор и писател (* 1932 г.)
- 9 август
  - Дина Шнайдерман, украинско-българско-шведска цигуларка (* 1931 г.)
  - Лили Шмидт, българска общественичка и дарителка (* 1925 г.)
- 13 август – Никифор Костадинов, български художник (* 1932 г.)
- 14 август г. – Херман Кант, немски писател (* 1926 г.)
- 15 август – Боби Хъчърсън, американски джаз музикант (* 1941 г.)
- 16 август – Жоао Хавеланж, бразилски спортист и футболен функционер, президент на ФИФА (* 1916 г.)
- 17 август – Артър Хилър, канадски режисьор (* 1923 г.)
- 18 август – Милка Пейкова, български художник (* 1919 г.)
- 21 август – Мария Георгиева, български англицист (* 1948 г.)
- 22 август – Тутс Тилеманс, белгийски джаз музикант (* 1922 г.)
- 23 август
  - Димитър Цонев, български журналист (* 1959 г.)
  - Райнхард Зелтен, германски икономист (* 1930 г.)
- 24 август – Мишел Бютор, френски поет и писател (* 1926 г.)
- 25 август
  - Джеймс Кронин, американски физик (* 1931 г.)
  - Марвин Каплан, американски актьор (* 1927 г.)
  - Руди Ван Гелдър, американски звукоинженер (* 1924 г.)
  - Соня Рикел, френска модна дизайнерка (* 1930 г.)
- 26 август – Роза Цветкова, българска народна певица (* 1931 г.)
- 29 август – Джийн Уайлдър, американски актьор и сценарист (* 1933 г.)

### Септември
- 5 септември
  - Боян Пенков, български математик (* 1927 г.)
  - Филис Шлафли, американска антифеминистка (* 1924 г.)
- 7 септември – Асен Георгиев, български актьор, сценарист и писател (* 1940 г.)
- 8 септември – Ханес Арх, австрийски пилот, състезаващ се в Red Bull Air Race (* 1967 г.)
- 12 септември – Мария Столарова, българска художничка (* 1925 г.)
- 15 септември – Любен Добрев, български офицер (* 1929 г.)
- 16 септември
  - Едуард Олби, американски драматург (* 1928 г.)
  - Карло Адзельо Чампи, италиански политик (* 1920 г.)
  - Тарък Акан, турски актьор (* 1949 г.)
- 24 септември – Бил Молисън, австралийски агроном (* 1928 г.)
- 27 септември
  - Ифигения Дидаскалу, гръцка поетеса, фолклористка, критичка и оперна певица (* 1916 г.)
  - Найда Манчева, българска тъкачка (* 1921 г.)
  - Христина Мирчева, български историк (* 1938 г.)
- 28 септември – Шимон Перес, израелски политик (* 1923 г.)
- 29 септември – Юлия Огнянова, българска актриса и режисьор (* 1923 г.)
- 30 септември – Ханой Хана, виетнамска радиоводеща (* 1931 г.)

### Октомври
- 2 октомври – Невил Маринър, британски диригент и цигулар (* 1924 г.)
- 3 октомври – Люпка Димитровска, хърватска поп певица родом от Македония (* 1946 г.)
- 9 октомври – Анджей Вайда, полски режисьор (* 1926 г.)
- 13 октомври
  - Дарио Фо, италиански драматург (* 1926 г.)
  - Пхумипхон Адунядет, крал на Тайланд (* 1927 г.)
- 14 октомври – Клим Чурюмов, украински астроном (* 1937 г.)
- 15 октомври – Иван Божилов, български историк (* 1940 г.)
- 25 октомври – Карлос Алберто Торес, бразилски футболист (* 1944 г.)

### Ноември
- 6 ноември
  - Бисер Киров, български поппевец, музикант, композитор, телевизионен водещ, режисьор, продуцент и дипломат (* 1942 г.)
  - Марк Слен, фламандски автор на комикси (* 1922 г.)
- 7 ноември – Ленард Коен, канадски поет и музикант (* 1934 г.)
- 9 ноември – Брунко Илиев, български волейболист и треньор (* 1945 г.)
- 10 ноември – Никола Корабов, български режисьор (* 1928 г.)
- 11 ноември
  - Илзе Айхингер, австрийска поетеса и белетристка (* 1921 г.)
  - Робърт Вон, американски актьор (* 1932 г.)
- 18 ноември – Шарън Джоунс, американски соул и фънк певица (* 1956 г.)
- 20 ноември
  - Мария Глазовска, руски географ (* 1912 г.)
  - Константинос Стефанопулос, гръцки политик и президент на Гърция (* 1926 г.)
  - Габриел Бадиля, костарикански футболист (* 1984 г.)
- 25 ноември
  - Александър Йосифов, български композитор, диригент и музикален педагог (* 1940 г.)
  - Фидел Кастро, лидер на Кубинската революция (* 1926 г.)
- 28 ноември – Марк Тайманов, руски шахматист (* 1926 г.)
- 28 ноември – Фелипе Машадо, бразилски футболист (* 1984 г.)

### Декември
- 3 декември – Патриша Робинс, британска писателка (* 1921 г.)
- 6 декември – Михаил Бусигин, съветски политик (* 1931 г.)
- 8 декември – Джон Глен, американски астронавт (* 1921 г.)
- 10 декември – Есма Реджепова, певица от Република Македония (* 1943 г.)
- 17 декември – Христина Ботева, народна певица, наричана „Северняшкия славей“(* 1960 г.)
- 18 декември
  - Жа Жа Габор – американска актриса (* 1917 г.)
  - Гиньо Ганев – български политик (* 1928 г.)
- 20 декември – Мишел Морган, френска актриса (* 1920 г.)
- 23 декември
  - Кръстьо Петков – български учен и политик (* 1943 г.)
  - Пиърс Селърс – американски астронавт и метеоролог (* 1955 г.)
  - Карлос Джелардо – испански DJ и продуцент (* 1979 г.)[3]
- 24 декември – Рик Парфит, английски певец, текстописец и ритъм китарист (* 1948 г.)
- 25 декември – Джордж Майкъл, британски поп певец (* 1963 г.)
- 26 декември
  - Марин Деведжиев – български географ, академик (* 1922 г.)
  - Калиник Врачански – български духовник, Врачански митрополит (* 1931 г.)
  - Алфонс Моузон – американски джаз рок барабанист, композитор, аранжор, продуцент и актьор. (* 1948 г.)
- 27 декември
  - Альоша Димитров – български футболист (* 1951 г.)
  - Кари Фишър – американска актриса и писателка (* 1956 г.)
- 28 декември
  - Васил Станилов – български журналист, писател и публицист, депутат в XXXVIII народно събрание на България (* 1933 г.)
  - Деби Рейнълдс – американска актриса, певица, танцьорка и филмов историк (* 1932 г.)

## Нобелови лауреати
- Икономика –  Оливър Харт,  Бенгт Холмстрьом
- Литература –  Боб Дилън
- Медицина –  Йошинори Осуми
- Мир –  Хуан Мануел Сантос
- Физика –  Дейвид Таулес,  Дънкан Халдейн,  Майкъл Костерлиц
- Химия –  Жан-Пиер Соваж,  Фрейзър Стодарт,  Бен Феринга